# 格盧弗雷克勒特冰川
72°14′S 2°35′E / 72.233°S 2.583°E
格盧弗雷克勒特冰川（德語：Gluvreklettbreen），是南極洲的冰川，位於毛德皇后地的瑪塔公主海岸，處於耶爾斯維克山脈地區，由德國探險隊拍攝空中照片，現時由南極條約體系管理。